# Sulfato de cobre (II)
Sulfato de Cobre (II) ou Sulfato Cúprico é um composto químico com fórmula molecular CuSO4. Este sal existe sob algumas formas, que se diferem por seu grau de hidratação. Na sua forma anidra ele se apresenta como um pó de coloração verde opaca ou cinzento, enquanto na sua forma penta-hidratada (CuSO4.5H2O), a forma no qual é mais encontrado, ele é azul brilhante. A forma anidra ocorre sob a forma de um mineral chamado calcocianita. A forma hidratada ocorre na natureza como calcantita (penta-hidratado). Arcaicamente era chamado de vitríolo azul, caparrosa azul e pedra-azul.

## Preparação

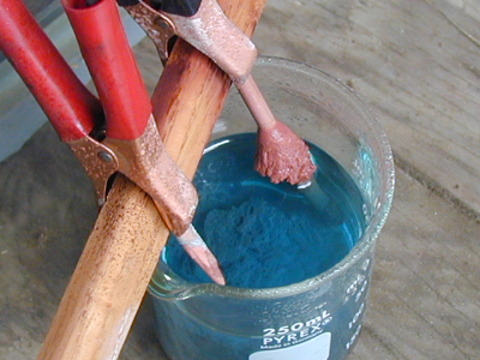
Preparação do sulfato de cobre(II) por eletrólise com ácido sulfúrico usando eletrodos de cobre

Por ser economicamente mais viável, o sulfato de cobre  é geralmente comprado já preparado. Ele pode ser produzido pela reação química de ácido sulfúrico com uma variedade de compostos de cobre .  Pode ser preparado também pela eletrólise de ácido sulfúrico, usando elétrodos de cobre.

## Propriedades Químicas
O sulfato de cobre (II) é um fungicida (mata fungos) muito usado na agricultura e jardinagem. É um dos principais componentes da Calda Bordalesa, empregada principalmente na cultura de frutos (uva, figo, goiaba, tomate, etc) contra uma doença fúngica chamada ferrugem.
O sulfato de cobre pentaidratado decompõe-se antes de liquefazer, perdendo quatro águas de hidratação à 110 °C a 200 °C, graças ao rompimento das interações de Van der Walls. À 650 °C, o sulfato de cobre (II) decompõe-se em óxido de cobre(II) (CuO) e trióxido de enxofre (SO3). Sua coloração azul deve-se as suas águas de hidratação. Quando em contato com chama, seus cristais se desidratam e tornam-se cinzentos. O sulfato de cobre na sua forma anidra apresenta-se fortemente higroscópico.

## Usos

### Como herbicida, fungicida, pesticida
Sulfato de cobre pentaidratado tem ação fungicida. Misturado com cal é chamado de calda bordalesa ou mistura de Bordeaux e é utilizada para controle de fungos em uvas, melões, e outras frutas. Outra aplicação é como composto de Cheshunt, uma mistura de sulfato de cobre (II) e carbonato de amônio, é utilizado na horticultura para evitar a queda das plântulas.
Seu uso como herbicida não está relacionado com a agricultura, mas sim no controle de plantas aquáticas exóticas invasivas e raízes de outras plantas invasivas próximas a encanamentos contendo água. A forma diluída do sulfato de cobre (II) é usada no tratamento de infecções parasíticas em peixes de aquário, e também utilizado para remover caracóis de aquários. De todo modo, como os íons de cobre são extremamente tóxicos aos peixes, a dosagem deve ser muito bem controlada. A maior parte das espécies de algas pode ser controlada com uma concentração baixa de sulfato de cobre (II). Sulfato de cobre (II) inibe o crescimento de bactérias tais como Escherichia coli.

### Reagente Analítico
Muitas análises químicas utilizam sulfato de cobre (II). É usado na solução de Fehling e na solução de Benedict para análise de açúcares redutores, os quais reduzem o solúvel sulfato de cobre (II) (azul) para o insolúvel óxido de cobre (I) (vermelho). Sulfato de cobre (II) é também utilizado no reagente de biureto para análise de proteínas.
Sulfato de cobre (II) é utilizado para testes para detecção de anemia. O teste é realizado jogando-se um pouco de sangue numa solução de sulfato de cobre (II) com densidade conhecida – sangue contendo hemoglobina suficiente afunda rapidamente por sua densidade, enquanto sangue que não contém hemoglobina suficiente flutua ou afunda vagarosamente.
Em um teste de chama, os íons de cobre emitem uma chama azul-esverdeada forte, muito mais azul do que o teste de chama do bário.

### Aulas de Química
Sulfato de cobre é usualmente incluído em kits de química para crianças e geralmente utilizados para obtenção de cristais em escolas e experimentos de deposição de cobre. Devido a sua toxicidade, não é recomendado para crianças pequenas. Sulfato de cobre (II) é geralmente utilizado para demonstrações de reações exotérmicas, na hidratação mineral. A forma penta-hidratada, que é azul, é aquecida, transformando-se em anidro que é cinzento, enquanto a água que estava presente no penta-hidratado evapore. Quando a água é adicionada ao anidro, este torna a forma penta-hidratada, recuperando a coloração azul, conhecido como azul cúprico.
Na demonstração da reação de simples troca, ferro é submergido numa solução de sulfato de cobre (II). O ferro começa a dissolver-se, formando sulfato ferroso, enquanto o cobre precipita-se.
Fe + CuSO4 → FeSO4 +Cu
O cobre pode também ser depositado eletricamente no ferro.

### Outros Usos
Outras aplicações incluem o uso para o tratamento de água de piscinas, tinturas para cabelo, coloração de vidro, processamento de couro, têxteis, pirotecnia e como colorante verde. É utilizado por pecuaristas na solução para banho das patas como meio de endurecimento do casco, assim reduzindo a incidência de coxeadura. É também utilizado no preparo da calda bordalesa, insumo usado na agricultura orgânica para controlar doenças causadas por fungos em diversas culturas, por ser de baixa toxicidade e ainda contribuir para o equilíbrio nutricional da planta.
Também é utilizado no método geofísico do potencial espontâneo elétrico (SP), onde é aferida a diferença de potencial espontâneo elétrico entre dois pontos no solo. Utiliza-se um multímetro conectado a dois eletrodos fixados no solo para realizar a medida. O sulfato de cobre é diluído em água e derramado nos pontos de aferição para que seja reduzida a resistência entre o solo e os eletrodos.

## Segurança
O sulfato de cobre (II) é classificado como uma substância perigosa (IMO = classe 9 ; UN = 3077 ) fundamentalmente porque pode produzir irritação por contato com mucosas e pele. Esta irritação se deve à acidez residual que possui, produto de seu processo de fabricação.
Como todo sal solúvel de cobre, pode ser tóxico por ingestão.